# Деревянная (приток Ломоватой)
Деревянная — река в России, протекает в Томской области. Устье реки находится в 1 км по левому берегу реки Ломоватая. Длина реки составляет 99 км, площадь водосборного бассейна 718 км².

## Данные водного реестра
По данным государственного водного реестра России относится к Верхнеобскому бассейновому округу, водохозяйственный участок реки — Кеть, речной подбассейн реки — бассейн притоков (Верхней) Оби от Чулыма до Кети. Речной бассейн реки — (Верхняя) Обь до впадения Иртыша.